# Lavanttal-Arena
Lavanttal-Arena, je fotbalový stadion v rakouském Wolfsbergu, domácí zápasy zde hraje Wolfsberger AC.

## Stadion
Stadion byl postaven v roce 1984. V roce 2012, když Wolfsberger poprvé v historii postoupil do Bundesligy, byl za 2,5 milionu euro rozšířen, mj. byla navýšena kapacita z 6500 míst k sezení na 7300 míst. Stadion nesplňuje podmínky pro hraní evropských soutěží, Wolfsberger tedy případná utkání v soutěžích UEFA (LM, EL, EKL) musí hrát na jiných stadionech.